# Cançoner Gil

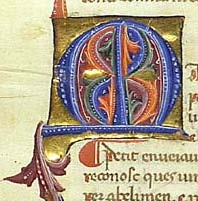
"M" iniziale da una poesia di Guiraut de Bornelh.

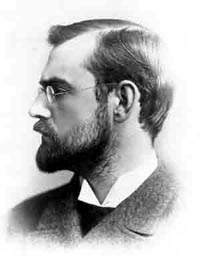
Si deve ad Archer Huntington l'aver collocato il canzoniere nella libreria onde conservarlo e renderlo disponibile al pubblico

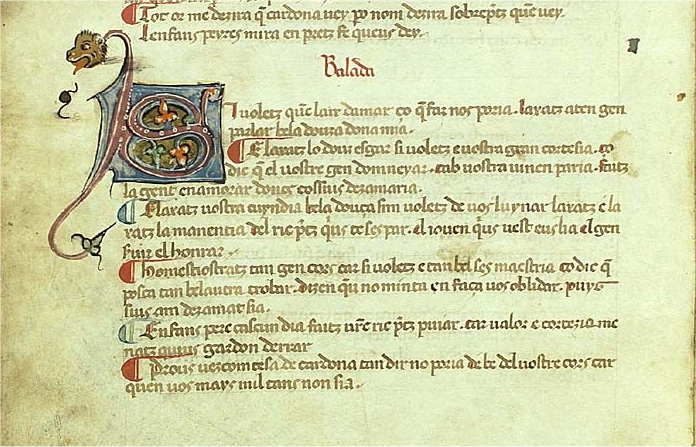
Cerverí de Girona, "Si voletz que.m laix d'amar", una balada, folio 34v

Il Cançoner Gil (in catalano [kənsuˈne ˈʒiɫ], in occitano [kansuˈne ˈdʒil]) è un canzoniere occitano redatto in Catalogna verso la metà del XIV secolo. Nella nomenclatura sistematica degli occitanisti, viene tradizionalmente chiamato MS Sg, ma Z nella riassegnazione di lettere fatta da François Zufferey, mentre viene numerato MS 146 nella Biblioteca de Catalunya di Barcellona dove è situato.
Il canzoniere viene così chiamato dal nome del suo ultimo possessore, Pablo Gil y Gil, professore dell'Università di Zaragoza (ca 1910) prima che lo donasse alla Biblioteca, in seguito alla richiesta di dieci suoi "benefattori": Isidre Bonsoms, Pere Grau Maristany, Eduard Sevilla, the Marquès de Maury, Josep Mansana, Jacinte Serra, Manuel Girona, Hug Herberg, Teresa Ametller e Archer Milton Huntington. In parte la motivazione della donazione del canzoniere è dovuta a una rivalsa. Viene data una nuova rilegatura in cuoio decorata con il blasone del governo provinciale (diputació) e la Croce di San Giacomo. Ramon Miquel i Planes, su consiglio di Ernest Molinés i Brasés della Escola de les Arts del Llibre, e con l'ausilio dell'esperto di J. Figuerola, restaurarono il canzoniere con una nuova rilegatura su mandato del governo provinciale.
Il canzoniere è ben conservato, fatto in pergamena di alta qualità con lettere chiare e ben formate. La prima terza parte è decorata con iniziali e marginalia, ma le ultime pagine sono incompiute; gli spazi lasciati per le miniature sono vuoti. Inoltre, non v'è spazio per la notazione musicale, e dato che alcuni componimenti sono noti per essere corredati di melodie, se ne deduce che il canzoniere deve essere stato redatto per il solo scopo della lettura.
Il canzoniere contiene 285 poesie, la cui prima sezione comprende quasi per intero componimenti lirici del catalano Cerverí de Girona, un dei più prolifici trovatori del tardo XIII secolo. La seconda sezione contiene l'opera di diversi trovatori del XII secolo, il periodo classico dell'arte trobadorica, in particolare Raimbaut de Vaqueiras, Bertran de Born, Guiraut de Bornelh, Arnaut Daniel, Guilhem de Saint Leidier, Bernart de Ventadorn, Pons de Capduelh, Jaufré Rudel e Guillem de Berguedan. La parte finale del manoscritto, priva di decorazione, è dedicata ai trovatori (molti dei quali probabilmente contemporanei) della "scuola tolosana", associati al successivo Consistori del Gay Saber, tra i quali: Joan de Castellnou, Raimon de Cornet e, Gaston III di Foix-Béarn. Verso la fine del manoscritto troviamo un'opera scritta in lingua d'oïl: un brano scelto del Roman de Troie di Benoît de Sainte-Maure.
Il Gil è la sola fonte attestata di diversi componimenti di Cerverí de Girona, e quello che offre inoltre un gran numero di varianti delle ben note composizioni trobadoriche classiche, forse perché fondato sulla tradizione orale, più che su altri testi. Per questo è classificato alfabeticamente con le ultime lettere Sg e Z, tradizionalmente inerenti ai canzonieri meno affidabili, sebbene questo sistema di classificazione non sia ormai più considerato come una buona guida in quanto ad accuratezza e affidabilità.